# Chandrayaan Linea
La Chandrayaan Linea è una struttura geologica della superficie di Plutone.